# Skarbiec Sykiończyków
Skarbiec Sykiończyków (gr. Θησαυρός των Σικυωνίων) – ruiny skarbca na terenie sanktuarium Apollina w Delfach, w którym przechowywano wota składane przez Sykiończyków.

## Historia
Muzeum Archeologiczne w Delfach podaje, że skarbiec wznoszono w trzech etapach :
- pierwszy budynek – tolos – powstał najprawdopodobniej ok. 580 r. p.n.e. z inicjatywy tyrana Sykionu Klejstenesa po I wojnie świętej[1] . Tolos miał 6,32 m średnicy[2]; był to naos otoczony kolumnadą z 13 kolumn doryckich i doryckim architrawem[1] .
- drugi budynek – monopteros – był zdobiony fryzem datowanym na ok. 560 r. p.n.e.[1]  Dach podtrzymywało 14 kolumn o wysokości 2,78 m[1] , a sam budynek liczył 4,20 × 5,50 m[2]. Według jednego z przekazów, w monopterosie wystawiony miał być rydwan tyrana Klejstenesa, który zwyciężył w igrzyskach pytyjskich w 582 roku p.n.e.[2]
- trzeci budynek – skarbiec właściwy – powstał najprawdopodobniej ok. 525 r. p.n.e.[1]  przy wykorzystaniu wszystkich bloków kamiennych pochodzących z dwóch wcześniejszych budynków, które zostały rozebrane[3]. Został wzniesiony przez oligarchów po tym jak odsunęli oni od władzy tyranów z rodu Orthagorydów[2][3].

Wójcikowska (2009) podaje, że skarbiec datowany jest na koniec VI w. p.n.e.; inne źródła mówią o drugiej połowie VI w.  lub o roku 500 p.n.e. 

## Architektura
Budynek skarbca właściwego stał jako pierwszy skarbiec od wejścia do Sanktuarium Apollina, po południowej stronie Świętej Drogi . W czasach antycznych ze Świętej Drogi widoczna była jego wschodnia część.
Była to niewielka budowla przypominająca świątynię (6,73 × 11,85 m), wzniesiona w porządku doryckim . Obejmowała naos otwarty na wschód, prowadzący do pronaosu, zakończonego antami . Miała taką samą orientację jak pobliski Skarbiec Syfnijczyków .
Współcześnie z budowli zachowały się pozostałości fundamentów, które zostały wzniesione przy wykorzystaniu wszystkich bloków kamiennych pochodzących z dwóch wcześniejszych budynków (tolosu i monopterosu), które rozebrano na potrzeby rozbudowy tarasu świątynnego.
Podłoga nowego skarbca została wyłożona metopami z monopterosu, które ułożono dekoracjami rzeźbiarskimi do dołu.

### Metopy

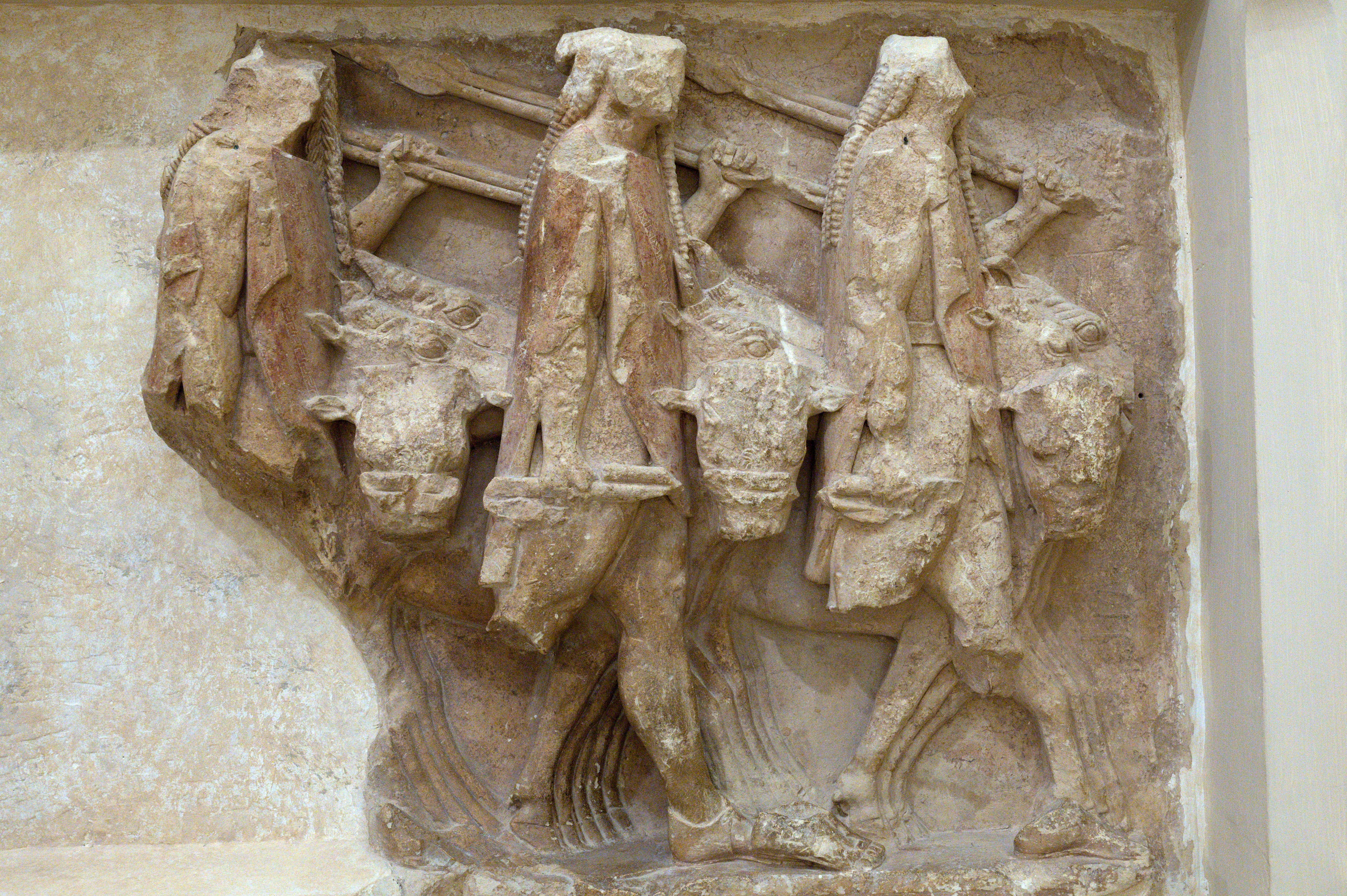
Metopa ze Skarbca Sykiończyków przedstawiająca Kastora i Polluksa, Muzeum Archeologiczne w Delfach

Z nowego skarbca zachowały się niektóre z metop i tryglifów zdobiących jego ściany i fasadę.
Pięć dobrze zachowanych metop odkryto w skarbcu i jego najbliższym sąsiedztwie  w 1894 roku  Ich powstanie datowane jest na lata ok. 570–550 p.n.e.  Ich dekoracje rzeźbiarskie przedstawiają m.in. statek Argonautów, Kastora i Polluksa, Europę na byku czy dzika kalidońskiego .